# Brachythecium satsumense
Brachythecium satsumense är en bladmossart som beskrevs av Kyuichi Sakurai 1932. Brachythecium satsumense ingår i släktet gräsmossor, och familjen Brachytheciaceae. Inga underarter finns listade i Catalogue of Life.